# Priscilla van der Feen
Priscilla van der Feen is een Nederlandse sopraan. Ze begon als jongste uit een muzikaal gezin op haar achtste met het zingen van klassieke liederen. Op haar zestiende begon zij aan haar klassieke zangstudie bij Lucia Meeuwsen, docente aan het Conservatorium van Amsterdam.
In juni 2005 rondde zij met succes haar zangstudie af bij Pierre Mak. Sindsdien treedt zij regelmatig op als soliste bij verschillende ensembles en oratoriumverenigingen. Begin 2006 nam zij deel aan het Resident Artist Program van de Nationale Reisopera, waar zij de rol van Flora in The Turn of the Screw van Benjamin Britten vertolkte.
Haar repertoire bestaat uit vele oratoriumwerken uit de barok tot hedendaagse muziek, liederen en verschillende operarollen, zoals in The Tempest (Miranda) en Dido and Aeneas (Belinda) van Henry Purcell en in Le Nozze di Figaro (Susanna), Don Giovanni (Zerlina), Così fan tutte (Despina) en Die Entführung aus dem Serail (Blondchen) van Wolfgang Amadeus Mozart.